# ブルガリアの州
ブルガリアの州（ブルガリアのしゅう、ブルガリア語:Области на България）はブルガリアの地方行政区画である。ブルガリアでは国の下に28個の州（オブラスト、ブルガリア語:област、ラテン文字転写oblast、複数形はオブラスティ、области / oblasti）が設置されている。州の下には最小の行政単位である基礎自治体（オプシュティナ、Община / Obshtina）が設置されている。
•はそれぞれの州の州都をあらわす。

## ブルガリアの行政区分
現行の州制度は1999年に導入されたものである。ブルガリアは全部で28個の州（област / oblast）に分けられている。ソフィア（Област София / Oblast Sofia）はソフィア州（Софийска област / Sofiyska oblast）とは異なる独自の州である。ソフィア州の州都はソフィアに置かれているが、ソフィア州はソフィアを含まない。
それぞれの州の下には基礎自治体（オプシュティナ、Община / Obshtina）が置かれている。これは事実上の最小の行政単位であり、日本でいうところの市町村に相当する。それぞれの基礎自治体には選挙で選ばれた市長と市議会が設置されている。ソフィアは州全体がひとつの基礎自治体であるストリチナ・オプシュティナ（Столична община / Stolichna obshtina、首都自治体）となっている。それ以外の州には複数の基礎自治体が属している。
それぞれの基礎自治体の下には、町（град / grad）や村（село / selo：セロ）とよばれる集落がある。これらは独自の議会や行政府を持たない自然村である。ただし、首都自治体（Столична община）と人口の多い町（град）にはその下に区（район / rayon：ラヨン）を設置することになっている。これによって、人口30万人以上の町はその下位に区が置かれるものとされ、ソフィア（首都自治体）の他にヴァルナおよびプロヴディフは区に分けられている。区には選挙で選ばれた区長と区議会が設置される。

## 州の一覧
州の名前はすべて州都の名前と同じである。ソフィア市はソフィア州には含まれないが、ソフィア州の州都はソフィア市におかれている。
| 州                     | 人口 (人) (2005年) | 人口増加率 (2004年/2005年) | 面積 (km²) | 人口密度 (人/km²) |
| ---------------------- | ------------------ | -------------------------- | ---------- | ----------------- |
| ブラゴエヴグラト州     | 334,907            | -0.8%                      | 6,478      | 51.70             |
| ブルガス州             | 418,925            | -0.2%                      | 7,618      | 55.00             |
| ドブリチ州             | 206,893            | -0.8%                      | 4,700      | 44.02             |
| ガブロヴォ州           | 135,780            | -1.2%                      | 2,053      | 66.96             |
| ハスコヴォ州           | 268,335            | -0.7%                      | 4,033      | 66.53             |
| クルジャリ州           | 159,878            | -0.7%                      | 4,032      | 39.65             |
| キュステンディル州     | 154,468            | -1.2%                      | 3,027      | 51.03             |
| ロヴェチ州             | 159,214            | -1.3%                      | 4,134      | 38.99             |
| モンタナ州             | 166,775            | -2.0%                      | 3,595      | 47.35             |
| パザルジク州           | 300,092            | -1.0%                      | 4,393      | 68.31             |
| ペルニク州             | 142,251            | -1.3%                      | 2,377      | 59.84             |
| プレヴェン州           | 305,025            | -1.5%                      | 4,216      | 73.64             |
| プロヴディフ州         | 707,570            | -0.2%                      | 5,973      | 118               |
| ラズグラト州           | 140,743            | -1.0%                      | 2,648      | 53.15             |
| ルセ州                 | 256,835            | -0.7%                      | 2,616      | 99.07             |
| シュメン州             | 199,577            | -0.6%                      | 3,365      | 59.31             |
| シリストラ州           | 135,701            | -1.3%                      | 2,862      | 47.41             |
| スリヴェン州           | 211,005            | -1.0%                      | 3,646      | 47.41             |
| スモリャン州           | 133,015            | -1.5%                      | 3,532      | 37.66             |
| ソフィア市             | 1,231,622          | +1.0%                      | 1,349      | 913               |
| ソフィア州             | 262,032            | -1.1%                      | 7,277      | 36.01             |
| スタラ・ザゴラ州       | 362,090            | -0.5%                      | 4,959      | 73.02             |
| トゥルゴヴィシテ州     | 136,806            | -1.0%                      | 2,735      | 50.02             |
| ヴァルナ州             | 457,922            | -0.1%                      | 3,819      | 120               |
| ヴェリコ・タルノヴォ州 | 283,599            | -0.5%                      | 4,684      | 60.99             |
| ヴィディン州           | 117,809            | -2.0%                      | 3,071      | 39.11             |
| ヴラツァ州             | 209,124            | -1.7%                      | 4,098      | 51.89             |
| ヤンボル州             | 147,906            | -1.1%                      | 4,209      | 35.14             |

## 1999年以前の州

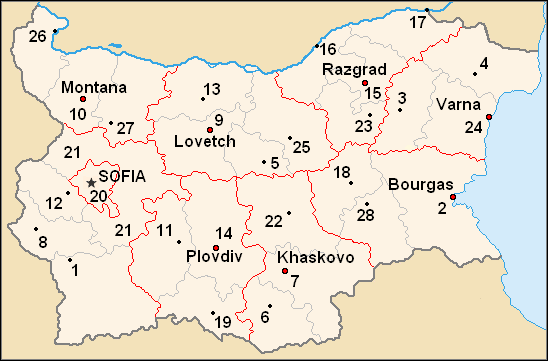
1987年–1999年の州境（赤線表示）

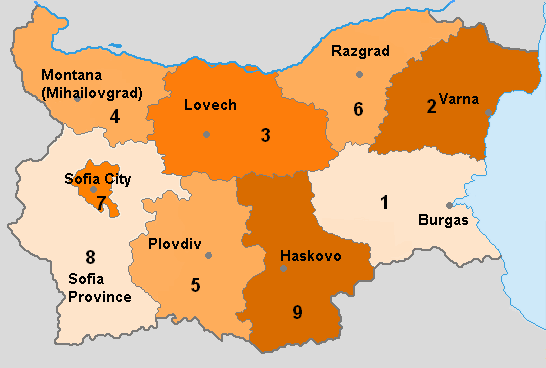
ブルガリアの州（1987年–1999年）

トドル・ジフコフ率いる共産党政権下の1987年、地方行政区分を再編して9個の州の下に県（オクルグ、ブルガリア語: окръг, ラテン文字転写: okrug）が設置されたが、1999年にこれらの州は解体され、県が州に昇格した。
| 1987年-1999年 の州 | 県                                                             |
| ------------------ | -------------------------------------------------------------- |
| ブルガス州         | ブルガス県、スリーヴェン県、ヤンボル県                         |
| ハスコヴォ州       | ハスコヴォ県、クルジャリ県、スタラ・ザゴラ県                   |
| ロヴェチ州         | ガブロヴォ県、ロヴェチ県、プレヴェン県、ヴェリコ・タルノヴォ県 |
| モンタナ州         | モンタナ県、ヴィディン県、ヴラツァ県                           |
| プロヴディフ州     | パザルジク県、プロヴディフ県、スモリャン県                     |
| ラズグラド州       | ラズグラド県、ルセ県、シリストラ県、タルゴヴィシュテ県         |
| ソフィア市         | ソフィア市                                                     |
| ソフィア州         | ブラゴエヴグラド県、キュステンディル県、ペルニク県、ソフィア県 |
| ヴァルナ州         | ヴァルナ県、ドブリチ県、シュメン県                             |